# Heather Locklear
Heather Deen Locklear (Westwood, 25 settembre 1961) è un'attrice ed ex modella statunitense.

## Biografia

### Primi anni
Heather nasce a Westwood, Los Angeles (California) da Diane Tinsley, tra i produttori esecutivi Disney, e da William Robert Locklear, amministratore dell'UCLA. È la più giovane di quattro fratelli ed è cugina di Marla Maples (seconda moglie di Donald Trump). Ha origini scozzesi ed è repubblicana.

### Carriera
Mentre frequenta l'Università della California a Los Angeles, Heather inizia a lavorare come modella in servizi commerciali per la scuola; nel 1979 ottiene i primi ruoli da attrice in un episodio della serie Il brivido dell'imprevisto e in CHiPs. Interpreta altre piccole parti finché non incontra il produttore Aaron Spelling che le offre il ruolo di Sammy Jo Carrington nel telefilm Dynasty. Sarà l'inizio di una duratura e proficua collaborazione con il produttore Spelling che le affida in seguito il ruolo da protagonista di Stacy Sheridan nel telefilm T.J. Hooker al fianco di William Shatner. Negli anni ottanta Heather recita in T.J. Hooker per quattro stagioni alternando contemporaneamente apparizioni semi-regolari in Dynasty. Quando nel 1986 la serie T.J. Hooker finisce, Heather entra nel cast fisso di Dynasty (sempre nel ruolo di Sammy Jo) fino al termine della serie nel 1989. Segue la partecipazione alla sfortunata serie Going Places (mai giunta in Italia) e la miniserie Dynasty: ultimo atto (1991).
Nel 1993 ad Heather viene offerto un altro ruolo che la renderà famosa sugli schermi televisivi: quello di Amanda Woodward nella serie TV di prima serata Melrose Place, prodotta sempre da Aaron Spelling, spin-off del serial Beverly Hills 90210. Durante la prima stagione gli ascolti non erano alti, così i produttori pensarono ad un inserimento della Locklear solo per pochi episodi, ma il personaggio di Amanda risollevò le sorti della serie diventandone colonna portante così che Heather entrò a farne parte stabilmente dalla seconda stagione fino al termine della serie (nel 1999) venendo accreditata sempre nei titoli di testa come special guest star.
Dopo la fine di Melrose, viene subito assunta nella sit-com Spin City al fianco di Michael J. Fox prima e di Charlie Sheen poi, facendone parte fino alla conclusione dell'intera serie nel 2002. Nel 2004 Heather recita nella sfortunata serie LAX che chiude dopo pochi episodi. Nel 2009, dopo diverse smentite, è confermata nel ruolo di Amanda Woodward nella nuova versione di Melrose Place con una partecipazione ricorrente.
Partecipa, come personaggio regolare oppure ospite occasionale, in diverse serie prodotte da Spelling ovvero: Dynasty, T.J. Hooker, Matt Houston, Fantasilandia, Love Boat, Hotel e Melrose Place.
Nel 2008 partecipa al film per la televisione prodotto da Lifetime Flirting with Forty nel ruolo di una donna divorziata che va alle Hawaii in vacanza dove si innamora, ricambiata, di un ragazzo di 13 anni più giovane di lei (interpretato da Robert Buckley).

Tra il 2012 e il 2013 prende parte ad alcuni episodi (nella parte di Chloe) della sit-com Hot in Cleveland, serie che vede tra i protagonisti Betty White. Nello stesso anno interpreta Barbara (mamma di Jody, Ashley Tisdale) nel film comico Scary Movie V.

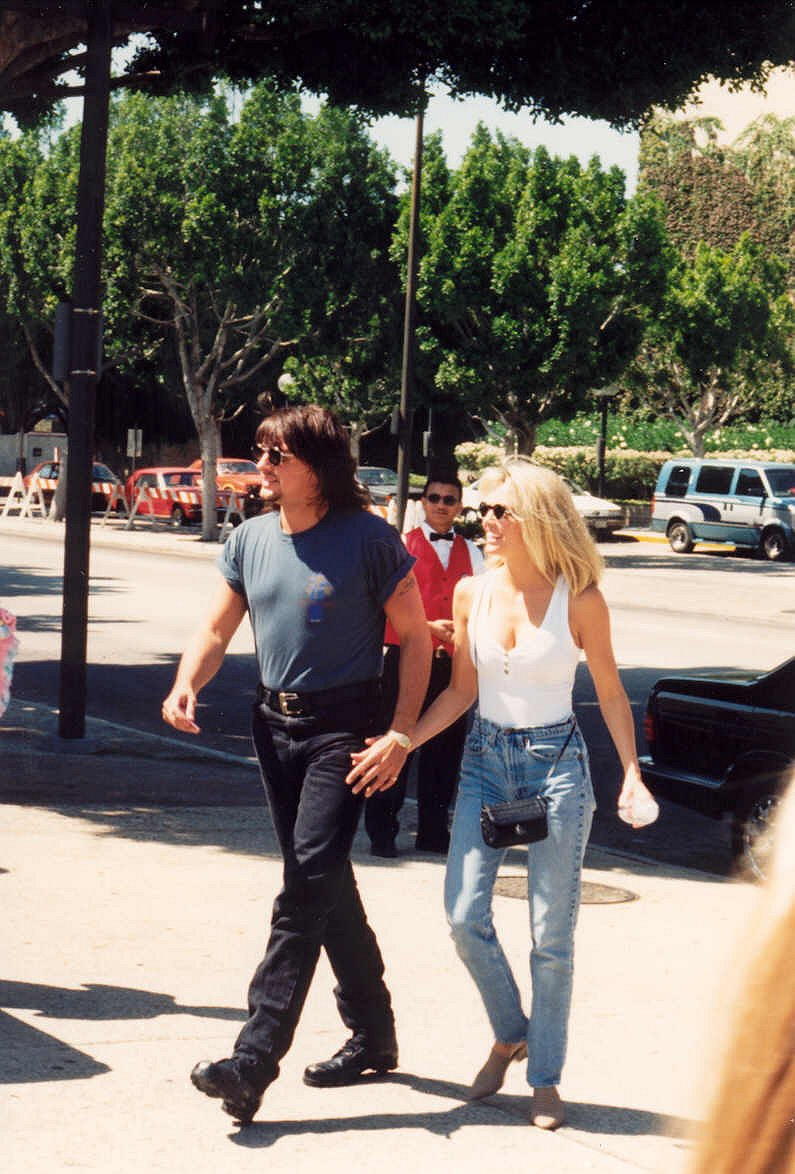
Richie Sambora e Heather Locklear nel 1994

## Vita privata

### Relazioni
Prima dei suoi matrimoni, ha avuto relazioni con diversi esponenti di Hollywood tra cui gli attori Tom Cruise (nel 1981) e Scott Baio; è stata sposata per sette anni con Tommy Lee, batterista dei Mötley Crüe, dal maggio 1986 all'agosto 1993. Dopo il divorzio ha sposato Richie Sambora, chitarrista dei Bon Jovi, il 17 dicembre 1994 a Parigi. 
Il 4 ottobre 1997 nasce la primogenita di Heather, Ava. In seguito il matrimonio di Heather e Richie affonda e la Locklear presenta istanza di divorzio a febbraio del 2006, accolta nell'ottobre dell'anno successivo. Più tardi Sambora si fidanza con Denise Richards, ex-vicina di Heather e Richie, mentre nell'aprile del 2008 la Locklear si fidanza con il vecchio collega di set di Melrose Jack Wagner, relazione conclusasi nel 2011.

### Ansia e depressione
Nel giugno del 2008 è stata divulgata una falsa notizia di un suo tentato suicidio. Il tutto è nato da una chiamata fatta dal suo psichiatra al 911, in cui il medico era estremamente preoccupato per la salute mentale della paziente. L'attrice stava effettivamente passando un periodo difficile a causa di una forma di depressione, curata con farmaci.

### Arresto
Heather è stata arrestata a Santa Barbara in California il 27 settembre 2008 per guida sotto effetto di stupefacenti. In seguito un test del sangue ha dimostrato che non era sotto l'effetto né di droghe né di alcool, ma Lee Carter, un magistrato di Santa Barbara, ha dichiarato che, secondo la sua opinione, i farmaci assunti dall'attrice l'avrebbero di fatto resa un pericolo nel guidare un autoveicolo. Il 2 gennaio 2009 la Locklear è stata condannata a pagare una multa di 700 dollari e a seguire un corso di guida sicura.

## Filmografia

### Cinema
- Fenomeni paranormali incontrollabili (Firestarter), regia di Mark L. Lester (1984)
- Il ritorno del mostro della palude  (The Return of Swamp Thing), regia di Jim Wynorski (1989)
- Colpo grosso (The Big Slice), regia di John Bradshaw (1991)
- Fusi di testa 2 (Wayne's World 2), regia di  Stephen Surjik (1992)
- Il club delle prime mogli (The First Wives Club), regia di Hugh Wilson (1996)
- Traffico di diamanti (Money Talks), regia di Brett Ratner (1997)
- Il segno del killer (Double Trap), regia di Greg Yaitanes (1997)
- Le ragazze dei quartieri alti (Uptown Girls), regia di Boaz Yakin (2003)
- Looney Tunes: Back in Action, regia di Joe Dante (2003)
- The Perfect Man, regia di Mark Rosman (2004)
- Game of Life, regia di Joseph Merhi (2007)
- La musica del cuore (Flying By), regia di Jim Amatulli (2009)
- Scary Movie V, regia di Malcolm D. Lee (2013)

### Televisione
- CHiPs – serie TV, episodio 4x07 (1980)
- 240-Robert – serie TV, episodio 2x03 (1981)
- La famiglia Bradford (Eight Is Enough) – serie TV, episodio 5x17 (1981)
- The Return of the Beverly Hillbillies, regia di Robert M. Leeds – film TV (1981)
- Twirl, regia di Gus Trikonis – film TV (1981)
- Dynasty – serie TV, 127 episodi (1981-1989)
- Matt Houston – serie TV, episodio 1x02 (1982)
- Fantasilandia (Fantasy Island) – serie TV, episodio 6x08 (1982)
- Professione pericolo (The Fall Guy) – serie TV, episodi 1x22-2x23 (1982-1983)
- T.J. Hooker – serie TV, 85 episodi (1982-1986)
- Il brivido dell'imprevisto (Tales of the Unexpected) – serie TV, episodio 6x13 (1983)
- Hotel – serie TV, episodio 1x02 (1983)
- Love Boat – serie TV, episodio 7x04 (1983)
- City Killer, regia di Robert Michael Lewis – film TV (1984)
- Tales of the Unexpected, regia di Paul Annett, Ray Danton, Gordon Hessler e Norman Lloyd – film TV (1987)
- Disneyland – serie TV, episodio 32x13 (1988)
- Jury Duty: The Comedy, regia di Michael Schultz – film TV (1990)
- Come sposare un miliardario (Rich Men, Single Women), regia di Elliot Silverstein – film TV (1990)
- Going Places – serie TV, 19 episodi (1990-1991)
- Fascino letale (Her Wicked Ways), regia di Richard Michaels – film TV (1991)
- Dynasty: ultimo atto (Dynasty: The Reunion), regia di Irving J. Moore – miniserie TV (1991)
- Highway Heartbreaker, regia di Paul Schneider – film TV (1992)
- La mia nemica (Body Language), regia di Arthur Allan Seidelman – film TV (1992)
- Illusioni, regia di Victor Kulle – film TV (1992)
- Omicidio al buio (Fade to Black), regia di John McPherson – film TV (1993)
- Melrose Place – serie TV, 199 episodi (1993-1999)
- La legge non è uguale per tutti (Texas Justice), regia di Dick Lowry – film TV (1995)
- The Terror Within (Shattered Mind), regia di Stephen Gyllenhaal – film TV (1996)
- Spin City – serie TV, 71 episodi (1999-2002)
- King of the Hill – serie TV, episodio 4x11 (2000)
- The Drew Carey Show – serie TV, episodio 6x05 (2002)
- Ally McBeal – serie TV, episodio 5x18 (2002)
- Scrubs - Medici ai primi ferri (Scrubs) – serie TV, episodi 2x07-2x08 (2002)
- Once Around the Park, regia di James Widdoes – film TV (2003)
- Due uomini e mezzo (Two and a Half Men) – serie TV, episodio 1x21 (2004)
- LAX – serie TV, 11 episodi (2004-2005)
- Boston Legal – serie TV, episodi 2x01-2x02 (2005)
- Women of a Certain Age, regia di Arlene Sanford – film TV (2006)
- Nora Roberts - Il mistero del lago (Angels Fall), regia di Ralph Hemecker – film TV (2007)
- Le regole dell'amore (Rules of Engagement) – serie TV, episodi 2x02-2x07 (2007)
- Hannah Montana – serie TV, episodio 2x19 (2007)
- See Jayne Run – serie TV, episodio pilota scartato (2007)
- Flirting with Forty - L'amore quando meno te lo aspetti (Flirting with Forty), regia di Mikael Salomon – film TV (2008)
- Melrose Place – serie TV, 8 episodi (2009-2010)
- Lui è la mia ossessione (He Loves Me), regia di Jeff Renfroe – film TV (2011)
- The Assistants – serie TV, episodio pilota scartato (2011)
- Hot in Cleveland – serie TV, 4 episodi (2012-2013)
- Franklin & Bash – serie TV, 10 episodi (2013)
- The Game of Love, regia di Farhad Mann – film TV (2016)
- Non preoccuparti delle piccole cose (Don't Sweat the Small Stuff: The Kristine Carlson Story), regia Ellen S. Pressman (2021)

## Riconoscimenti
- Candidatura a 4 Golden Globe per il ruolo di Amanda in Melrose Place
- Candidatura a 2 Golden Globe per il ruolo in Spin City
- Young Hollywood Hall of Fame (1980's)

## Doppiatrici italiane
Nelle versioni in italiano delle opere in cui ha recitato, Heather Locklear è stata doppiata da:
- Liliana Sorrentino in Le ragazze dei quartieri alti, Looney Tunes: Back in Action, Come sposare un miliardario, Melrose Place (1992), Due uomini e mezzo, Melrose Place (2009)
- Alessandra Cassioli in Scrubs - Medici ai primi ferri, Nora Roberts - Il mistero del lago, Lui è la mia ossessione
- Claudia Razzi in The Perfect Man, Le regole dell'amore
- Silvia Tognoloni in Dynasty, Dynasty: ultimo atto
- Isabella Pasanisi in Fenomeni paranormali incontrollabili
- Francesca Fiorentini in Traffico di diamanti
- Silvia Pepitoni in T.J. Hooker
- Laura Boccanera in La mia nemica
- Roberta Greganti in La legge non è uguale per tutti
- Stefania Patruno in Spin City
- Jasmine Laurenti in Ally McBeal
- Cristiana Lionello in LAX
- Emanuela Rossi in Boston Legal
- Roberta De Roberto in Hannah Montana
- Cristina Boraschi in Flirting with Forty - L'amore quando meno te lo aspetti
- Paola Della Pasqua in La musica del cuore
- Alessandra Chiari in Non preoccuparti delle piccole cose